# Aleksandr Kutuzov
Aleksandr Viktorovič Kutuzov (in russo Александр Викторович Кутузов?; Tver', 21 novembre 1985) è un hockeista su ghiaccio russo.

## Palmarès

### Mondiali
- 1 medaglia:
  - 1 oro (Minsk 2014)